# Branchinecta palustris
Branchinecta palustris är en kräftdjursart som beskrevs av Birabén 1946. Branchinecta palustris ingår i släktet Branchinecta och familjen Branchinectidae. Inga underarter finns listade.